# Lai-Hka
Lai-Hka é uma cidade e município do estado de Xã, no Mianmar (Birmânia).

## História
O município de Lai-Hka teve uma história turbulenta e instável, marcada por conflitos entre o Exército do Estado de Shan - Sul (SSA-S) e o Exército birmanês. No primeiro semestre de 2009, houve pelo menos quatro batalhas por mês e o SPDC revidou contra os moradores por meio do confisco de propriedade, extorsão e realocação forçada. Atualmente, o local possui quatro forças armadas atuantes: o exército dos Estados de Shan do Norte e do Sul, o Exército birmanês e o Exército de Libertação Nacional Ta'ang.
No final de julho de 2009, mais de quinhentas casas foram incendiadas e trinta aldeias realocadas à força no município.
Em janeiro de 2015, dois conflitos ocorreram em Ho Lone, Tat Mauk e Noung Lom, nos quais cinco supostos soldados foram mortos. No mês seguinte, a unidade de controle de drogas do exército de Shan enfrentou um grupo miliciante de traficantes de drogas baseado nas aldeias de Noung Lom e Tat Mauk. Segundo relatos de alguns moradores, a Milícia do Povo poderia ter sido a responsável por requerer auxílio dos militares.